# Horst Wolter
Horst Wolter (Berlim, 8 de junho de 1942) é um ex-futebolista alemão que atuava como goleiro.

## Carreira
Horst Wolter fez parte do elenco da Seleção Alemã de Futebol, na Copa do Mundo de 1970. 

## Títulos
- Copa do Mundo de 1970 - 3º Lugar